# 国際革命作家同盟
国際革命作家同盟（こくさいかくめいさっかどうめい、ロシア語: Международное объединение революционных писателей ; МОРП、モルプ、英語: International Union of Revolutionary Writers ; IURW）または革命作家国際連合は、1930年代に活動した文学者団体である。
プロレタリア文学の国際的な組織として、1920年、プロレトクリト国際ビューローが設けられ、1925年、革命文学国際ビューロー（革命文学国際局、本部モスクワ）に改組された。1930年11月6日-15日、22か国のプロレタリア作家を集めてソ連（現ウクライナ）のハリコフ（現ハルキウ）で同ビューロー第2回大会が開かれ（通称ハリコフ会議）、国際革命作家同盟と改称された。プロレタリア文学･革命文学の国際交流に大きな役割を果たし、1935年に解散した。
機関誌『世界革命文学』『インタナショナル・リテラチャー』を刊行。小林多喜二の小説「蟹工船」「一九二八年三月十五日」がロシア語版第10号に訳載された。また、セオドア・ドライサーの文章がたびたび掲載された。
文芸評論家勝本清一郎は、ベルリン留学中日本プロレタリア作家同盟代表として作家藤森成吉とともにハリコフ会議に出席し、日本のプロレタリア文学運動について報告した。日本プロレタリア作家同盟は、1932年2月、モルプに加盟した。
1929年10月に結成されたアメリカ合衆国のジョン・リード・クラブ（en:John Reed Clubs）は、ハリコフ会議に6人の代表を派遣。のち国際革命作家同盟アメリカ支部となった。
国際革命作家同盟フランス支部は、1932年3月に結成された革命作家芸術家協会（Association des écrivains et artistes révolutionnaires）であり、機関誌『コミューン』の編集委員はアンリ・バルビュス、ポール・ヴァイヤン＝クーチュリエ、アンドレ・ジッド、ロマン・ロラン、編集事務局はポール・ニザン、ルイ・アラゴンが務めた。革命作家芸術家協会が編集した雑誌『フイユ・ルージュ（Feuille Rouge）』（1933-1934）には、小林多喜二が「警察の手によって東京で殺害された」ことに抗議する記事が1933年3月に掲載された。
そのほかの加盟組織として、ソビエト連邦作家同盟、ドイツ・プロレタリア革命作家同盟、ポーランド・プロレタリア作家グループ（1925年結成）、ハンガリー革命作家芸術家連盟（1925年結成）、オーストリア・プロレタリア革命作家同盟（1930年結成）、中国左翼作家連盟などがあった。